# Telémachos Alexiou
Telémachos Alexiou es un cineasta y artista visual greco-alemán.

## Primeros años de vida
Telémachos Alexiou nació en Chalkida, Evvoia, Grecia. Es hijo de Pavlina Alexiou, una agente inmobiliaria local, y Konstantinos Alexiou, profesor de matemáticas. De niña se formó como bailarina de salón. A la edad de dieciséis años había ganado todos los títulos nacionales de bailes de salón. A la edad de diecisiete años, Alexiou se mudó a Londres, Reino Unido, para estudiar Comunicaciones y Cultura Visual y luego a Berlín, Alemania, donde estudió teoría del cine y comenzó a trabajar como cineasta y artista. 

## Carrera
En 2009, Alexiou dirigió su primer mediometraje experimental, The Logic Of The Cat, que se estrenó en cines sólo dos años después.En 2010, atrajo la atención internacional con su vídeo experimental The Dream Of Norma, protagonizado por Vaginal Davis, que se estrenó en el Festival Internacional de Cine de Berlín . Después de The Dream Of Norma, Alexiou dirigió múltiples cortometrajes y mediometrajes y trabajos de video, incluida la película Venus In The Garden, que han sido presentados en diversos festivales de cine y espacios de arte alrededor del mundo como Temporäre Kunsthalle Berlin y LA Outfest.  

En 2011, el de en Berlín, Alemania, dedicó una mini-retrospectiva a sus películas y comenzó a archivar su obra. En 2014, Telémachos Alexiou terminó su primer largometraje, La reina Antígona ( Vasilissa Antigoni ), una reconfiguración de la antigua tragedia Antígona de Sófocles . La película fue producida por el legendario productor cinematográfico berlinés Jürgen Brüning. Se estrenó en el Festival de Cine de Mumbai en octubre del mismo año y tuvo su estreno europeo en el Festival Internacional de Cine de Tesalónica un mes después.      

## Vida personal
Alexiou se identifica como gay y describe sus películas como en parte autobiográficas.  

## Idiomas
Telémachos Alexiou también es políglota. Actualmente habla nueve idiomas con fluidez y entiende una docena más. 

## Filmografía
| Título                         | Año                      |
| ------------------------------ | ------------------------ |
| La lógica del gato             | 2009                     |
| El sueño de Norma              | 2010                     |
| dos                            | 2010                     |
| Una entrevista con un artista  | 2011                     |
| Venus en el jardín             | 2011                     |
| Prácticas corporales naturales | 2013                     |
| Simón De La Columna            | 2014                     |
| El baile de Salomé             | 2014                     |
| Reina Antígona                 | 2014                     |
| La erección de Lázaro          | 2015 (en postproducción) |
| Escena final                   | 2015 (en postproducción) |